# Partido Republicano de Manhattan
El Partido Republicano de Manhattan es una filial regional del Partido Republicano de los Estados Unidos correspondiente al distrito de Manhattan en la ciudad de Nueva York, Nueva York.

## Liderazgo
El Partido Republicano de Manhattan está dirigido por su Comité Republicano del Condado de Nueva York, compuesto por más de 500 miembros elegidos entre y por los republicanos registrados con residencia en el distrito.Además, existe una dirección ejecutiva del partido que, desde 2017, ha estado compuesta por:
- Presidenta
  - Andrea Catsimatidis[2]
- Primer vicepresidente
  - Robert Morgan[2]
- Segundo vicepresidente
  - Peter Hein[2]
- Secretaria
  - Debra Leible[2]
- Tesorero
  - Nick Viest[2]
- Vicepresidentes
  - Dr. Jeff Ascherman, Will Brown Jr., John Catsimatidis Jr., Margo Catsimatidis, Edwin DeLaCruz, Charles E. Dorkey, III, Bradley Fishel, Joyce Giuffra, Pete Holmberg, Troy Johnson, David Laska, Ken Moltner, Dr. Devi Nampiaparampil, Helen Qiu, Ashton Theodore Randle, Matt Rich, Todd Shapiro, Donna Soloway, Chris Taylor, Jackie Toboroff, y Frederic M. Umane.[2]
- Director político
  - Robert Morgan Jr.[2]

## Historia
Fundado junto con el Comité Estatal Republicano de Nueva York en 1855, el partido nunca ha controlado el distrito de Manhattan y ha estado constantemente detrás del Partido Demócrata de Manhattan. Sin embargo, ha logrado que varias figuras destacadas sean elegidas a nivel nacional a pesar de ello, incluyendo a: Theodore Roosevelt, Fiorello LaGuardia, Frederic René Coudert Jr., Ruth Pratt, Jacob K. Javits, MacNeil Mitchell, Louis J. Lefkowitz, Stanley M. Isaacs, John Lindsay, Theodore R. Kupferman, Whitney North Seymour Jr., Bill Green, Roy Goodman, John Ravitz, Charles Millard, Andrew Eristoff, Rudy Giuliani, Michael Bloomberg y Thomas E. Dewey.
Durante las dos décadas comprendidas entre 1990 y 2010, el Partido Republicano de Manhattan fue muy competitivo frente a sus homólogos demócratas, logrando la elección de dos alcaldes, Giuliani y Bloomberg, y manteniendo una postura centrista y moderada en comparación con el resto del partido, en línea con las ideas de los republicanos Rockefeller. Sin embargo, el partido entraría en declive cuando su liderazgo comenzó a apoyar a Donald Trump y sus políticas, lo que provocó que gran parte de su base electoral moderada y centrista se inclinara hacia los demócratas.

### Comité Ejecutivo (1855–1890)
El partido originalmente no contaba con un ejecutivo singular, sino con un comité que actuaba como órgano ejecutivo. Principalmente una extensión del Comité Republicano del Condado de Nueva York, el Comité Ejecutivo delegaba la mayoría de las operaciones cotidianas al Comité del Condado y solo intervenía cuando se producía un estancamiento. La pertenencia al Comité Ejecutivo era en gran medida ceremonial y estaba reservada para los miembros más veteranos del partido. A lo largo de su existencia, el Comité estuvo compuesto por miembros que actuaban como oposición controlada, comprada y pagada por William M. Tweed, lo que le permitió gobernar prácticamente la ciudad por decreto hasta su caída en 1871.

### Jacob M. Patterson (1890–1894)
Descrito como un jefe político, Jacob M. Patterson dirigía una maquinaria política eficaz en Manhattan que rivalizaba con el poder de Tammany Hall. Sin embargo, dentro del partido surgieron voces en contra de esta maquinaria y de la política de jefes, encabezadas por Edwin Einstein.Patterson entró en conflicto con el senador Thomas C. Platt, quien había tomado el control del Comité Estatal Republicano de Nueva York, cuando votó por Benjamin Harrison en la Convención Nacional Republicana de 1892 en contra de los deseos de Platt.Platt y sus partidarios lograron convocar una convención partidaria en 1894 que resultó en la destitución de Patterson; sin embargo, los hombres de Platt no lograron hacerse con el control del partido.

### William Brookfield (1894–1895)
En una convención sumamente polémica en 1894, el partido eligió a William Brookfield como presidente, desafiando al senador Thomas C. Platt, quien intentaba tomar el control del partido en la ciudad.Brookfield contaba con el apoyo de Patterson y de la mayoría de los antiguos líderes del partido en el distrito, y su elección provocó protestas violentas por parte de los hombres de Platt fuera del recinto, las cuales tuvieron que ser contenidas por la policía.Brookfield formaba parte del Committee of Seventy, que nominó a un candidato de fusión para derrotar al Tammany Hall en las elecciones municipales de Nueva York de 1895. Sin embargo, Platt no cesó en su campaña por controlar el partido local y logró que se convocara otra convención en 1895, en la cual Brookfield fue destituido de su cargo.

### Edward Lauterbach (1895)
El abogado Edward Lauterbach, aliado de Platt, se desempeñó como "presidente temporal" en 1895 hasta que pudiera convocarse una nueva convención para elegir a un nuevo presidente.

### Matthew Linn Bruce (1895–1904)
El abogado Matthew Linn Bruce, egresado del Rutgers College, se trasladó a la ciudad de Nueva York en 1890, trabajando como asistente en un bufete de abogados e involucrándose en la política republicana de su distrito local. Fue admitido al Colegio de Abogados en 1894 y elegido presidente del partido en 1895. Durante su mandato, intentó combatir el fraude electoral, especialmente el cometido por otros republicanos, lo que le granjeó la enemistad de un sector del partido.En diciembre de 1903 fue presionado a renunciar por el gobernador Benjamin Odell, y su dimisión se formalizó en enero de 1904.Posteriormente fue elegido vicegobernador del estado de Nueva York, cargo que ocupó entre 1905 y 1906, cuando renunció para aceptar un puesto en la Corte Suprema del Estado de Nueva York.

### William Halpin (1904–1905)
Presidente del partido por un solo año, Halpin fue elegido en 1904 y, durante su discurso de aceptación, calificó al Partido Republicano de Manhattan como demasiado "ensimismado", instando a la organización a alinearse con el partido a nivel nacional y a respaldar a William Howard Taft.A pesar de contar con el apoyo de Taft, surgieron acusaciones de corrupción en su contra, y un grupo de empresarios presionó para que se realizara una elección para reemplazarlo. Halpin compitió contra otros dos candidatos y fue derrotado.

### Herbert Parsons (1905–1910)

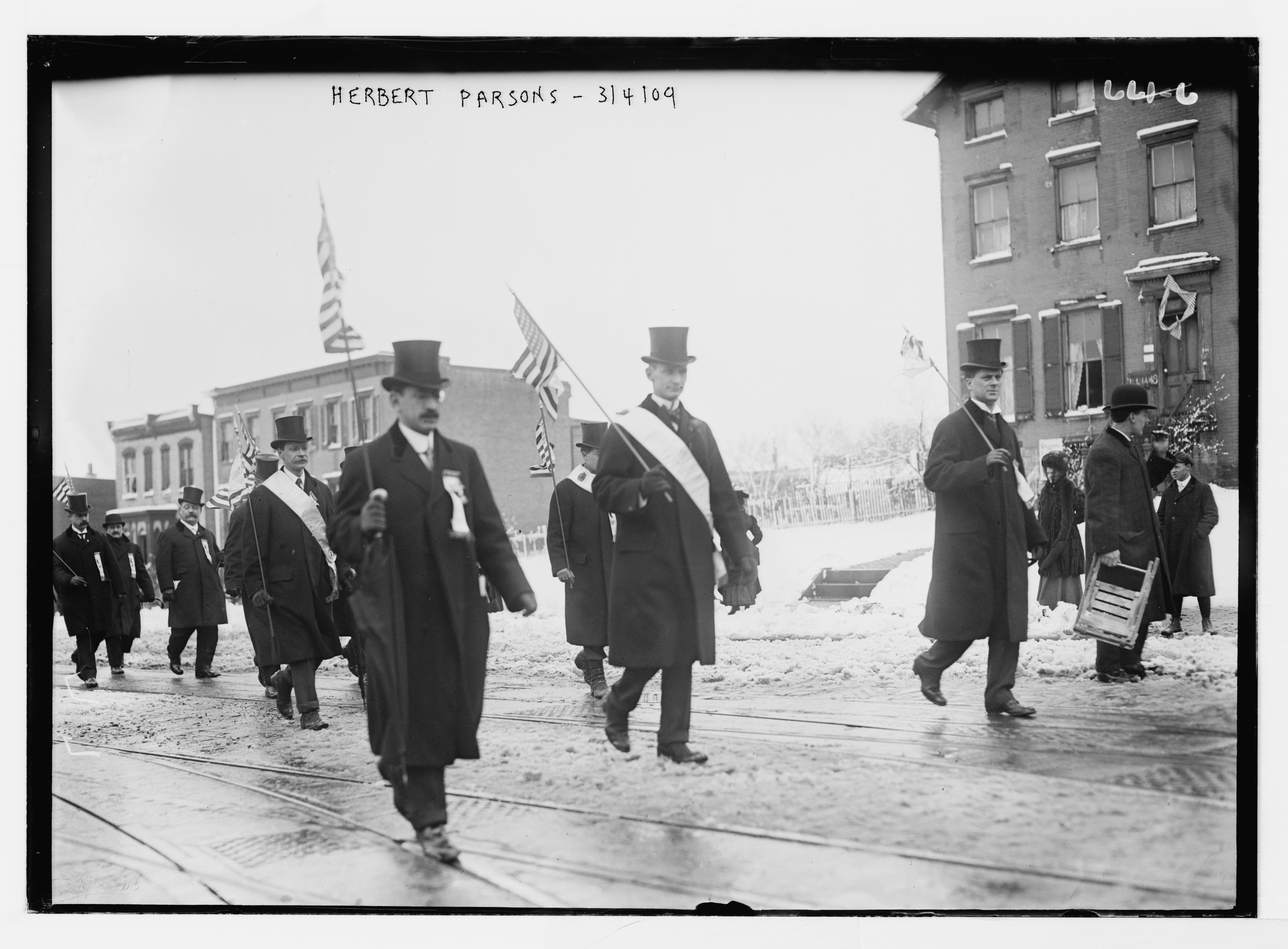
El presidente del partido, Herbert Parsons, marchando en un desfile.

Proveniente de una familia con una larga tradición en el ámbito legal, Herbert Parsons se graduó de la Escuela de Derecho Yale y fue elegido miembro de la Junta de Concejales de la ciudad de Nueva York entre 1900 y 1904, año en que fue electo al Congreso por el 13.º distrito.Parsons fue elegido presidente del Comité Republicano del Condado de Nueva York en un contexto de intensas disputas internas. Recibió el respaldo de Theodore Roosevelt y de sectores empresariales, mientras que el presidente saliente, Halpin, fue apoyado por William Howard Taft, y un tercer candidato, J. Van Vechten Olcott, contó con el respaldo del senador Thomas C. Platt.Parsons se desempeñó como presidente hasta 1910, cuando perdió su reelección al Congreso y regresó a su práctica legal.A pesar de su renuncia, continuó brindando asesoría y apoyo político al nuevo presidente del comité, Lloyd Carpenter Griscom, en el proceso de selección de candidatos.

### Lloyd C. Griscom (1910–1912)
Un abogado formado en la Facultad de Derecho de la Universidad de Pensilvania, Lloyd C. Griscom ocupó una serie de cargos diplomáticos, comenzando como secretario del embajador en el Reino Unido, Thomas F. Bayard, y luego como embajador él mismo en Persia (1901), Japón (de 1902 a 1906), Brasil (de 1906 a 1907) e Italia (de 1907 a 1909). Al regresar a Manhattan en 1910, se involucró en los círculos sociales republicanos. Ese mismo año, el presidente del Comité Republicano del Condado de Nueva York, Parsons, renunció, y Griscom recibió la oferta del cargo por parte del jefe político y amigo cercano Otto Bannard, quien había sido candidato fallido a la alcaldía en 1905. Sin tener experiencia ni formación para el puesto, Griscom aceptó la oferta, según él, con “miedo y temblor”. Poco después de convertirse en presidente del partido, Griscom ayudaría a fundar el New York Young Republican Club junto con otros treinta y un republicanos manhattanitas.Sería el primer miembro de esa organización en ejercer como presidente del partido. En calidad de presidente, tuvo que buscar un candidato adecuado para las elecciones estatales de Nueva York de 1910, y terminó eligiendo a otro abogado y amigo, Henry L. Stimson. Esto generó conflictos, ya que el presidente en funciones William Howard Taft se oponía a Stimson, mientras que el expresidente Theodore Roosevelt lo apoyaba. Roosevelt terminó haciendo campaña personalmente por Stimson, quien finalmente perdió por poco ante John Alden Dix. Sin embargo, el líder de Tammany Hall le dijo a Griscom después de las elecciones que, si la campaña hubiera durado una semana más, habría esperado que Stimson ganara. Griscom renunció poco después de la Convención Nacional Republicana de 1912, la cual describió como “la situación más dolorosa que he conocido y que llevó a mi repulsión definitiva hacia la política”.

### Samuel S. Koenig (1912–1933)
Inmigrante judío húngaro y abogado formado en la Escuela de Derecho de la Universidad de Nueva York, Koenig fue elegido líder del sexto distrito y elector presidencial en 1900. Fue elegido Secretario de Estado de Nueva York en 1908, perdiendo la reelección en 1910, y en 1915 fue elegido personalmente como presidente del partido por Griscom cuando este renunció,desempeñándose en el cargo hasta 1933.

### Chase Mellen Jr. (1933–1935)
Elegido en 1933, derrotando al titular Samuel S. Koenig, Chase Mellen Jr., graduado de Harvard, veterano de la Primera Guerra Mundial y miembro del New York Young Republican Club, fue apoyado por dicho club para destituir al presidente del partido Koenig.Mellen llevó a cabo una gestión del partido con tono antiestablishment, insistiendo en que los “estadistas” y otros políticos de carrera no tenían lugar en el Partido Republicano de Manhattan.En 1934, Mellen respaldó a Joseph McGoldrick junto con el presidente de los republicanos de Brooklyn para el cargo de Contralor de la Ciudad de Nueva York, elección que McGoldrick terminaría ganando.Mellen renunciaría en 1935 tras un período en el que, aparentemente, todos los candidatos que él respaldaba o bien se negaban a postularse para la reelección o rechazaban directamente su respaldo.Su hija, Marisa, llegaría a ser líder del grupo Republicanos por Roosevelt en la ciudad de Nueva York.

### Kenneth F. Simpson (1935–1940)
Abogado formado en la Escuela de Derecho Harvard y veterano de la Expedición contra Pancho Villa, de la Primera Guerra Mundial y, al igual que su predecesor, también miembro del New York Young Republican Club,Simpson fue un destacado republicano rooseveltiano. Fue elegido presidente del partido en 1935 y lideró al partido durante cinco de sus años más turbulentos.Logró la reelección de Fiorello La Guardia, debilitando severamente el poder del Tammany Hall demócrata en la ciudad, y realizó una intensa campaña a favor de la candidatura de Thomas E. Dewey a gobernador en 1938. A pesar de la derrota electoral, debido a sus esfuerzos en la campaña, Simpson fue nombrado miembro del Comité Nacional Republicano. Sin embargo, Simpson y Dewey tendrían una serie de enfrentamientos que culminarían con la renuncia de Simpson como presidente del partido tras el rechazo a la destitución de David B. Costuma como uno de los electores estatales en diciembre de 1940. Posteriormente, sería elegido miembro de la Cámara de Representantes de los Estados Unidos por el 17.° distrito. No obstante, moriría apenas 20 días después de asumir el cargo, el 25 de enero de 1941, a causa de un ataque cardíaco.

### Thomas J. Curran (1940–1958)

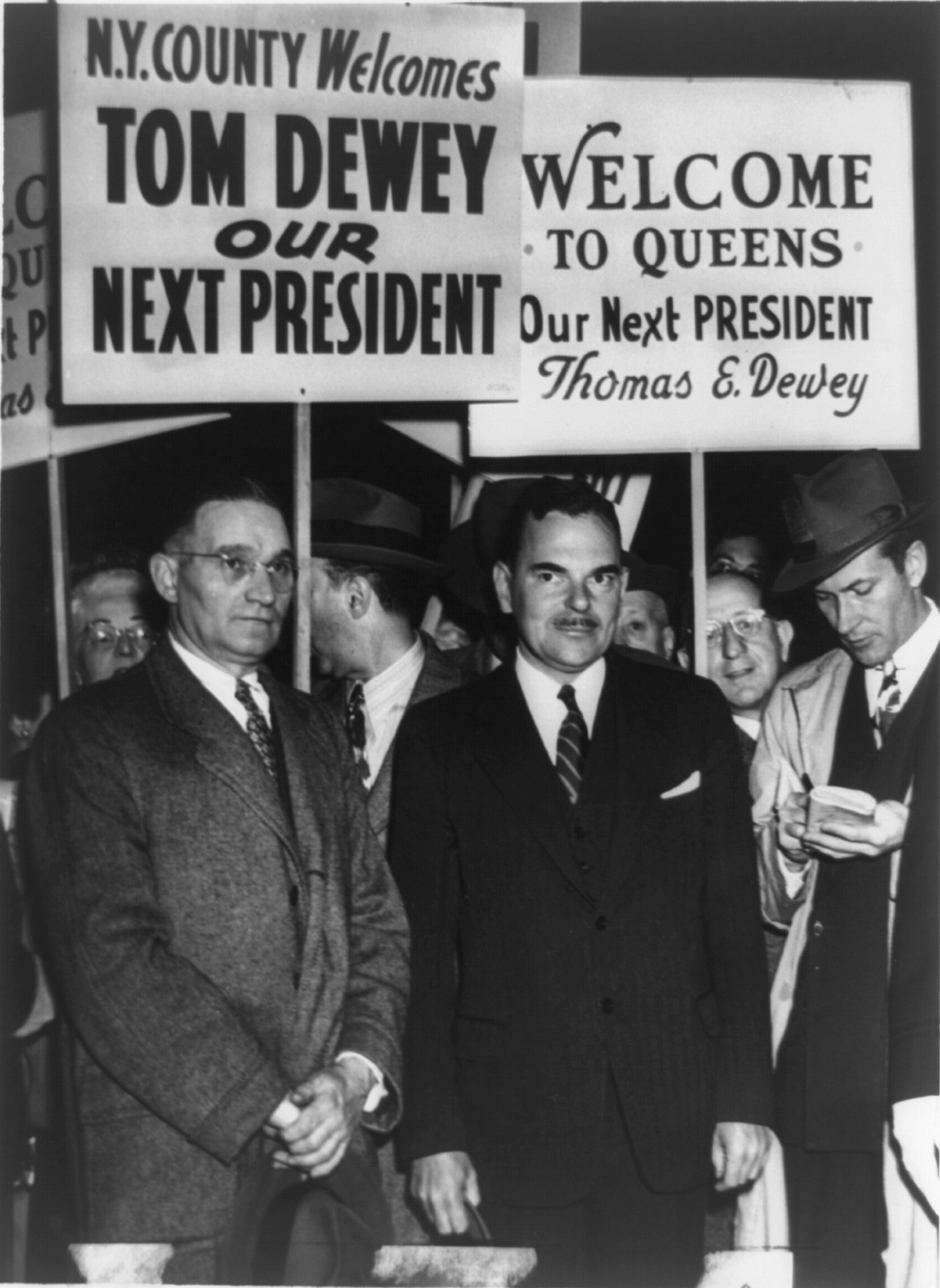
El presidente Thomas J. Curran junto al candidato presidencial de 1948 Thomas E. Dewey.

Originario de Manhattan, Curran sirvió durante la Primera Guerra Mundial. Al igual que su predecesor, también fue miembro del New York Young Republican Club, siendo el tercer presidente consecutivo del partido proveniente de esa organización.En 1928, se convirtió en fiscal adjunto de los Estados Unidos en el Distrito Sur de Nueva York. En 1933 fue elegido concejal de la ciudad de Nueva York y, en 1934, elegido líder de la minoría en el concejo. Fue elegido presidente del partido en 1940.Durante su mandato como presidente, se enfrentó a Robert F. Wagner en las elecciones estatales de Nueva York de 1944, perdiendo por 3,294,576 votos contra 2,899,497. Apoyó la abolición del Colegio Electoral de los Estados Unidos hasta el punto de declarar, ante la asamblea de electores de Nueva York en 1944, que probablemente sería su última reunión. Curran moriría en el cargo el 20 de enero de 1958.

### Bernard Newman (1958–1962)
Juez local, Bernard Newman fue elegido presidente del partido en 1958 y actuó como rival del poderoso jefe de Tammany Hall, Carmine DeSapio. Durante su mandato, reestructuró por completo el partido en 1961, fortaleciendo considerablemente el poder del ejecutivo del partido y debilitando al comité del mismo. También fue recordado por su prolongada y ruidosa rivalidad con el alcalde Robert F. Wagner Jr., a quien llamó “político de maní” durante las elecciones presidenciales de Estados Unidos de 1960, cuando Wagner recibió y se reunió con John F. Kennedy pero no con Richard Nixon. En 1962, el alcalde Wagner nombró a Newman juez del Tribunal de Familia, y el gobernador Nelson Rockefeller lo nombraría juez del Tribunal Supremo de Nueva York; también desempeñó funciones en varios tribunales federales.

### Vincent Albano Jr. (1962–1981)
Banquero nacido en 1914, Vincent Albano Jr. se involucró en la política en 1949 cuando se convirtió en líder republicano de su distrito de la Asamblea en Stuyvesant Town. Identificado con la facción más liberal del partido, impulsó la postulación de más mujeres en elecciones contra sus contrapartes demócratas masculinos.Sus opositores demócratas lo llamaron un “jefe político corrupto” tras acusaciones de que sobornó a la ciudad para que se adjudicaran 840,000 dólares en contratos a empresas dirigidas por sus amigos personales, además de colocar a miembros de su familia en la nómina del partido. En 1980 era el presidente republicano de mayor edad en el estado y apoyó a George H. W. Bush durante las primarias presidenciales del Partido Republicano de ese año, por encima del eventual ganador Ronald Reagan. Albano moriría en el cargo a los 67 años de un ataque cardíaco, marcando el regreso de un miembro o exalumno del New York Young Republican Club a la presidencia del partido tras una breve interrupción durante el mandato de Bernard Newman.El Vincent F. Albano Jr. Playground lleva su nombre en honor.

### Roy M. Goodman (1981–2002)
Nieto y heredero de la fortuna de Israel Matz, fundador de la empresa farmacéutica Ex-Lax, Roy M. Goodman fue una figura emblemática de los llamados silk-stocking Republicans, aún más moderados, liberales e inclinados hacia la izquierda que los republicanos Rockefeller. Goodman fue elegido al Senado del Estado de Nueva York en 1968, donde sirvió hasta 2002, con sus 33 años en el Senado siendo uno de los mandatos más largos en la historia del estado. Se postuló para alcalde en 1977, siendo derrotado por amplia mayoría por Mario Cuomo y Ed Koch, a pesar de que las encuestas lo mostraban con una ventaja de entre 5 y 6 puntos. Goodman se convertiría en presidente del partido en 1981 y ocuparía el cargo por más de dos décadas, hasta 2002. Fue exalumno del New York Young Republican Club y sería el último miembro o exalumno de esa organización en ocupar la presidencia del partido.Durante su mandato, tuvo frecuentes enfrentamientos con el partido debido a su apoyo al control de armas, el matrimonio igualitario y la restauración de la pena de muerte. Por ello, tuvo poca influencia real en la organización. El comité se encargaba de la mayoría de las tareas cotidianas, mientras Goodman se mantenía ocupado en Albany, bajando a Manhattan solo para galas y recaudaciones de fondos en nombre del comité. Tras dejar tanto el Senado como la presidencia del partido en 2002, el alcalde Michael Bloomberg lo nombró presidente de la United Nations Development Corporation, que buscaba reemplazar y luego demoler la sede de las Naciones Unidas.

### John Ravitz (2002–2003)
Tras su salida de la Asamblea Estatal luego de una fallida candidatura al Senado Estatal en 2002, John Ravitz asumió brevemente la presidencia del partido hasta su designación como director ejecutivo de la Junta Electoral de Nueva York en 2003.

### James Ortenzio (2003–2007)
En 2003, James Ortenzio, presidente del Hudson River Park Trust desde 1999 hasta su elección y empresario local influyente que poseía varias instalaciones de procesamiento de carne, fue elegido presidente del partido.Renunció al cargo en 2007, sin embargo, se reveló que había cometido evasión de impuestos y recibido grandes “donaciones” durante su mandato. Como presidente, Ortenzio debía presentar una Declaración Anual de Divulgación Financiera ante la Comisión de Ética del Estado de Nueva York, y en septiembre de 2004 recibió $100,000 de Fisher Brothers por servicios de consultoría, los cuales no declaró. Tampoco informó sobre un pago de $80,000 por actuar como árbitro a favor de Air Pegasus para construir un helipuerto cerca del Parque del Río Hudson.Se declaró culpable de evasión fiscal en 2007 para evitar ir a prisión.
A pesar de ser el presidente del partido cuando un republicano de Manhattan, Michael Bloomberg, era alcalde de Nueva York, Bloomberg no tenía ninguna afiliación con el Partido Republicano de Manhattan, interactuando con Ortenzio solo durante ceremonias públicas puntuales y nunca fuera de funciones oficiales.Además, cuando la magnitud de la corrupción de Ortenzio se hizo evidente en 2007, Bloomberg cambió su afiliación a independiente. Aunque Ortenzio no fue el factor decisivo en la salida de Bloomberg del partido, sí contribuyó a su desconfianza hacia el partido y sus dinámicas internas.

### Jennifer Saul-Yaffa (2007–2011)
Hija del exdirector de la Autoridad Metropolitana de Transporte, Andrew Saul, fue elegida para suceder a Ortenzio en 2007. Entonces conocida como Jennifer Yaffa, fue vista en gran medida como una continuación de su mandato, ya que ambos estaban estrechamente alineados con el gobernador George Pataki.Como presidenta del partido, adoptó un enfoque de no intervención, dejando que el Comité Republicano del Condado de Nueva York tomara la mayoría de las decisiones importantes, actuando principalmente como portavoz del partido. Durante lo que debería haber sido un momento de gran popularidad para el Partido Republicano en la ciudad, ella y los demás presidentes de condado tuvieron que enfrentar la repentina salida del alcalde Michael Bloomberg del Partido Republicano para postularse como independiente en las elecciones municipales de Nueva York de 2009. Para aparecer en la boleta como republicano, un candidato necesita el apoyo de al menos tres de los partidos republicanos de los distritos. Los partidos de Queens y el Bronx se oponían firmemente a Bloomberg, mientras que los de Staten Island y Brooklyn lo apoyaban a regañadientes. Esto dejó la decisión sobre si Bloomberg aparecería como republicano en la boleta en manos de Yaffa y el Partido Republicano de Manhattan. En parte debido al respaldo de Pataki a Bloomberg, Yaffa y el partido decidieron apoyarlo.

### Daniel Issacs (2011–2015)
Abogado local, Issacs fue elegido presidente del partido en 2011 y centró la mayor parte de su gestión en involucrar a más republicanos jóvenes, especialmente universitarios, en las operaciones cotidianas del partido.Sin embargo, su mandato se vería sacudido por un escándalo cuando se reveló que se le ofreció un soborno de $25,000 para ayudar al senador estatal demócrata Malcolm Smith a figurar en la boleta republicana para las elecciones a la alcaldía de Nueva York de 2013.Issacs sería destituido del cargo en 2015 por Edward F. Cox, presidente del Comité Estatal Republicano de Nueva York, no por el escándalo, sino debido a que su gestión había dejado al Partido Republicano de Manhattan al borde de la bancarrota y por presiones de la familia Malpass.

### Adele Malpass (2015–2017)
Adele Malpass, esposa de David Malpass, fue elegida presidenta del partido en 2015. Exasesora del Comité de Presupuesto del Senado, durante su gestión se enfocó fuertemente en derrotar a Bill de Blasio en las elecciones municipales de Nueva York de 2017, organizando una serie de presentaciones con candidatos republicanos como Paul Massey, ejecutivo del sector inmobiliario; Michel Faulkner, pastor de Harlem; Richard Dietl, detective retirado del NYPD; y la eventual candidata Nicole Malliotakis, asambleísta estatal.En 2015, el partido organizó un evento con el comisionado de policía de Nueva York, Raymond Kelly, en el Metropolitan Republican Club, en un intento por reclutarlo como candidato a la alcaldía, aunque él declinaría postularse.Aunque oficialmente neutral sobre quién sería el candidato, el partido —y en particular la presidenta Malpass— limitaron activamente la campaña de Dietl, considerándolo demasiado arriesgado para enfrentar a de Blasio debido a su comportamiento tosco y lenguaje poco profesional, que lo hacían propenso a acaparar titulares no deseados.La asambleísta de Staten Island, Malliotakis, ganaría la primaria, pero perdería ante de Blasio por un margen de 66 % a 28 %.
Tras las elecciones presidenciales de Estados Unidos de 2016, el Partido Republicano de Manhattan centró sus esfuerzos en el Upper East Side, donde encuentra su mayor base de apoyo. Presentándose aún como moderados alineados con las políticas del exalcalde Michael Bloomberg, el partido aspiraba a ganar un escaño en el Concejo Municipal durante las elecciones municipales de Nueva York de 2017. Sin embargo, el nombramiento del esposo de Adele, David Malpass, como Subsecretario del Tesoro para Asuntos Internacionales por el presidente Donald Trump en 2017 vinculó directamente al partido de Manhattan con el presidente y sus políticas.La reacción negativa contra la presidencia de Trump impidió el esperado aumento de apoyo por parte de demócratas moderados.
Tras dejar el cargo, Adele Malpass ha sido miembro del consejo del American Journalism Institute, ha trabajado como reportera para el Washington Examiner y The New York Sun, además de desempeñarse como presidenta del The Daily Caller.

### Andrea Catsimatidis (2017–presente)
En 2017, el partido eligió a Andrea Catsimatidis como su presidenta. Con solo 29 años, su elección generó ciertas dudas dentro del partido, ya que su padre, John Catsimatidis, era un demócrata de toda la vida y un gran donante de ese partido. En respuesta, Andrea declaró que “por supuesto que soy republicana”; anteriormente había sido presidenta de los College Republicans de la Universidad de Nueva York (NYU) y estuvo casada con Christopher Nixon Cox, nieto de Richard Nixon, hasta su divorcio en 2014. Tras su elección, afirmó que, a pesar de ser provida, seguiría la línea del Partido Republicano de Manhattan, que es proelección, pro-LGBTQ y generalmente liberal en lo social.
El 12 de octubre de 2018, el partido organizó un evento con Gavin McInnes, fundador de los Proud Boys y cofundador de Vice, en el Metropolitan Republican Club. La reunión fue recibida con protestas y se desató una pelea dentro del club. Las puertas del local fueron vandalizadas con símbolos anarquistas (círculos con A), y tres personas fueron acusadas de agresión.
El partido de Catsimatidis entró en conflicto con miembros del New York Young Republican Club, compuesto mayoritariamente por milenials y populistas pro-Trump liderados por Gavin M. Wax, a pesar de que inicialmente respaldaron a Catsimatidis como presidenta. El liderazgo más moderado del partido, encabezado por Catsimatidis, intentó impedir que aparecieran en la boleta para el comité del distrito de 500 miembros. La dirigencia del partido presentó ante un juez de Nueva York una lista de jóvenes republicanos argumentando que no cumplían con los requisitos de residencia para figurar en la boleta, y el juez les dio la razón, eliminando sus nombres.
A pesar de seguir siendo una minoría en comparación con los demócratas, los republicanos de Manhattan continúan creciendo, con más votos para Donald Trump en las elecciones presidenciales de 2020 que en las de 2016, y con Curtis Sliwa obteniendo el mejor desempeño de cualquier candidato republicano a la alcaldía desde Michael Bloomberg en 2009. Tras el asalto al Capitolio de los Estados Unidos el 6 de enero, el Partido Republicano de Manhattan, en una declaración conjunta con los partidos republicanos de Queens y el Bronx, condenó el ataque. La presidenta Catsimatidis afirmó: “Todos los disturbios son malos. Condenamos cualquier tipo de violencia sin importar quién la perpetre ni su afiliación política”. Sin embargo, también afirmó que el ataque fue instigado y ejecutado por actores de Antifa.
En junio de 2021, el partido organizó un evento de recaudación de fondos y recibió a varios aspirantes a las primarias presidenciales del Partido Republicano de 2024, incluidos Mike Pompeo, Marco Rubio (quienes finalmente declinarían postularse), Tim Scott y Ron DeSantis.

## Funcionarios electos actuales
A partir de 2023, el Partido Republicano de Manhattan no cuenta con ningún funcionario electo en el Senado de Nueva York, la Asamble Estatal de Nueva York, la Alcaldía de Nueva York ni el Concejo Municipal. Para ese mismo año, solo había 106,000 republicanos registrados en el distrito, frente a los 878,000 demócratas.
Edgar J. Nathan fue el último republicano en ocupar el cargo de presidente del distrito de Manhattan, desempeñándolo entre 1942 y 1945.

## Afiliados
El Metropolitan Republican Club, ubicado en el 122 E 83rd St, fue fundado en 1902 por republicanos reformistas seguidores de Roosevelt, pero se transformó en un centro donde miembros más conservadores del partido se reúnen y organizan charlas. El club es utilizado frecuentemente por el Partido Republicano de Manhattan para albergar oradores, así como para reunirse con la dirigencia del partido y los votantes.
El New York Young Republican Club fue fundado en 1856 como la New York Young Men's Republican Union, pero su versión actual fue establecida en 1911 e incorporada oficialmente en 1912.Es el capítulo más antiguo y grande de los Young Republicans y cuenta con cientos de exmiembros que posteriormente fueron elegidos para cargos públicos. Con el tiempo, el grupo ha desarrollado una línea más conservadora y populista, alejándose de sus raíces como bastión de los republicanos moderados y de tipo Rockefeller, y convirtiéndose en firmes y vocales partidarios del presidente Donald J. Trump. El club ha estado dirigido por Gavin M. Wax, su 76.º presidente, desde abril de 2019.
El Gertrude & Morrison Parker West Side Republican Club, ubicado en el 50 de la calle 72 Oeste, fue fundado en 1898 como el West Side Republican Club y es el club republicano oficial de los 67.° y 75.° distritos de la Asamblea, que representan al Upper West Side. En 2002 fue renombrado en memoria de su expresidente y líder comunitario durante muchos años, Morrison Parker, y de su esposa Gertrude, quien fue secretaria del club durante largo tiempo.
El Vincent F. Albano Midtown Republican Club es el club republicano oficial del 74.° distrito de la Asamblea y fue fundado por Vincent F. Albano, quien se desempeñó como su primer presidente antes de ser elegido presidente del partido. Tras la muerte de Albano, el club fue renombrado en su honor. Los vecindarios representados por el club incluyen Stuyvesant Town, Peter Cooper Village, Waterside Plaza, Alphabet City, Tudor City, Kips Bay, Turtle Bay, el East Village y partes del Lower East Side.
El Knickerbocker Republican Club fue fundado en 1976 y es el club republicano oficial del 76.° distrito  de la Asamblea. El club cuenta con varios exmiembros famosos, incluidos el exgobernador George Pataki, los exalcaldes Rudy Giuliani y Ed Koch, el contralor del estado de Nueva York Edward Regan, el congresista Bill Green, y varios asambleístas, concejales y candidatos a otros cargos, incluido Bret Schundler, dos veces candidato a gobernador de Nueva Jersey.
El Liberty Club es una plataforma de conexión entre republicanos, creada por Andrea Catsimatidis, para que los donantes del Partido Republicano puedan retribuir y establecer vínculos entre quienes financiaron campañas republicanas a nivel local, estatal y nacional en la ciudad de Nueva York y Palm Beach, Florida. El grupo promueve la reforma electoral, el alcance comunitario, la participación ciudadana y el posicionamiento de marca de candidatos locales y afiliados al partido.